# Petruskors

Petruskors.

Petruskors, inverterat kors eller upp-och-nedvänt kors är ett latinskt kors som symboliserar Aposteln Petrus korsfästelse. Korsets ursprung kommer från katolska kyrkans tro, att Petrus önskade att korsfästas upp-och-ner, eftersom han inte ansåg sig vara värdig att korsfästas på samma sätt som Jesus själv. Symbolen var således redan från början en kristen symbol som stod för ödmjukhet, vilket Petruskorset än i dag inom all kristendom kännetecknar, men används även som en anti-kristen symbol.
Det vikingatida vargkorset, påträffat i endast ett exemplar vid Foss på Island är rent formmässigt ett upp-och-nedvänt kors som ett Petruskors.